# Curaçaose slavenopstand van 1750
De Curaçaose slavenopstand van 1750 was een van de eerste georganiseerde verzetsactiviteiten op de Antillen. Ongeveer honderd slaafgemaakten kwamen in opstand tegen hun onderdrukkers en slaafgemaakten die al langer op het eiland waren. Zestig mensen werden bij de opstand gedood.

## Achtergrond
Slaafgemaakten kwamen op veel manieren in verzet, bijvoorbeeld door opzettelijk langzaam te werken, door sabotage, hongerstakingen of weglopen. Er waren ook georganiseerde slavenopstanden: in 1716 in Sint Marie, in 1750 op plantage Hato, en in 1795 de grote slavenopstand onder leiding van Tula.
In tegenstelling tot de opstand van 1795 was het geweld bij de opstand van 1750 in eerste instantie niet tegen de blanken gericht maar tegen andere mensen van kleur. Beide opstanden waren niet zozeer een protest tegen de sociaal-economische positie van de blanke bevolking als wel tegen het belangrijkste kenmerk van de slavernij, de legal kinlessness of social death.
Het verzet werd veelal geleid door in Afrika geboren slaafgemaakten die afkomstig waren van São Jorge da Mina (Elmina) aan de Goudkust (Ghana). De opstand in 1750 was vermoedelijk gericht op het herstellen van de Afrikaanse leefwijze en omverwerping van de slavernij. Uit verslagen van de verhoren van de gevangen genomen opstandelingen kon worden opgemaakt dat zij mogelijk een eigen woongemeenschap van "vrijluiden" wilden stichten.
Er was een grote maatschappelijke en culturele afstand tussen de vrije zwarten en gekleurden die uiteindelijk de opstand neersloegen en de opstandelingen, die in de meeste gevallen nog maar kort op het eiland waren. De vrije zwarte Anthonij Beltran speelde een cruciale rol bij het herstellen van de orde. Hij was een van de meest welgestelde inwoners van Otrobanda; zijn familie had behalve verschillende panden in Otrobanda ook een plantage en meerdere slaven in eigendom.

## De opstand
De opstand van zondag 5 juli 1750 begon met een goed georganiseerde overval door een groep van ongeveer honderd slaafgemaakten op de WIC-plantage Hato. Vroeg in de ochtend overvielen zij de plantage en vermoordden vele slaafgemaakten, de factoor (bedrijfsleider) en diens vrouw en twee opzichters. Er was één blank slachtoffer, mogelijk een zeeman van elders, wiens lichaam buiten de poort van Hato werd aangetroffen. Vervolgens sloegen de overvallers in de omgeving aan het plunderen. Zij staken huizen en magazijnen in brand en vernielden tuinen, waaronder ook eigendommen van vrije zwarten en gekleurden.
Landhuis Hato was het buitenverblijf van de directeur van de WIC, Isaac Faesch. Toen hij hoorde wat er gaande was, stuurde hij een sergeant met 24 manschappen van het garnizoen, de assistent Daniel Soorbeek met enkele gewapende "huisnegers" en Anthonij Beltran, de kapitein van het gewapende korps van vrije zwarten met zoveel manschappen als hij inderhaast bijeen kon brengen, naar Hato. Bij de gevechten vielen aan beide zijden doden en gewonden. Uiteindelijk vluchtten de opstandelingen. Sommigen kwamen om toen zij van de rotsen in zee sprongen, anderen werden gevangengenomen, maar een groot aantal wist in eerste instantie te ontkomen.
Bij de opstand vielen zestig slachtoffers, 59 slaafgemaakten en één Europeaan. De meeste opstandelingen pleegden zelfmoord uit vrees voor de Nederlanders, acht mannen en vijf vrouwen werden verkocht en 39 werden geëxecuteerd. Voor ze onthoofd werden, werden ze ernstig gemarteld: van enkele geëxecuteerden werden de botten verpletterd, van de andere geëxecuteerden werd de huid met ijzer verbrand. Vooral de leider Kwaku werd zeer wreed gestraft.